# مصدر الطرف الثالث
إن مصدر الطرف الثالث (في مقابل مصدر الطرف الأول أو مصدر الطرف الثاني) هو مصدر مستقل عن الطرف الأول والطرف الثاني في معاملة أو مقابلة أو وصف كتابي (إلخ.). فمصدر الطرف الأول يأتي من الطرف الأول مباشرة (مثل وثيقة منشورة ذاتيًا أو وصف منتج). أما مصدرالطرف الثاني فيسيطر عليه الطرف الثاني، مثل مستهلك قام بكتابة بعض متطلبات للمنتج، أو كتاب أو مقال سابق قام بكتابته نفس المؤلف.
في التجارة، يعني «مصدر الطرف الثالث» أن مورد (أو مقدم خدمة) الذي لا يتم التحكم فيه بصورة مباشرة من قبل أي من البائع (الطرف الأول) أو المستهلك/المشتري (الطرف الثاني) في العمل معاملة. يعتبر الطرف الثالث مستقلاً عن الطرفين الآخرين، حتى وإن كان مستأجرًا من خلالهما، لأنه ليست كل السيطرة راسخة في هذا الصدد. ويمكن أن يكون هناك العديد من مصادر الطرف الثالث فيما يتعلق بمعاملة معينة، بين الطرفين الأول والثاني. وسيكون مصدر الطرف الثاني تحت سيطرة الطرف الثاني في المعاملة.
في الصحافة، «مصدر الطرف الثالث» هو عبارة عن وثيقة أو كيان لا يمكن التحكم فيه بشكل مباشر لا من موضوع (الطرف الأول) أو مؤلف (الطرف الثاني) النص الكتابي. على سبيل المثال، قد يكون مصدر الطرف الثالث تقريرًا إخباريًا مسبقًا عن الموضوع الأساسي (الطرف الأول) للكتابة. وقد يكون مصدر الطرف الثاني مقالاً سابقًا كتبه المؤلف نفسه (الطرف الثاني) أو من قبل مجموعة تحت السيطرة المباشرة لذلك المؤلف. وقد يكون مصدر الطرف الأول سيرة ذاتية أو وصفًا للمنتج تمت كتابته بواسطة الموضوع.
وفي تكنولوجيا المعلومات، «مصدر الطرف الثالث» هو مورد برمجيات (أو ملحقات حاسب آلي) مستقلة عن مورد ومستهلك المنتج (المنتجات) الأساسي للحاسب الآلي.
كما توجد استخدامات أخرى لمصطلح «مصدر الطرف الثالث».